# Marca Oriental Saxã

Territórios da Marca Oriental Saxã (Lusacia, Meissen, Merseburg, e Zeitz) depois da grande ascensão eslava de 983

A Marca Oriental Saxã (em alemão:  Sächsische Ostmark) foi uma marca do Sacro Império Romano-Germânico desde o século X até o século XII. A denominação marca oriental provém do termo latino Marcha orientalis e originalmente podia referir-se tanto a uma marca criada na fronteira oriental do Ducado da Saxônia ou outra na fronteira oriental do Ducado da Baviera: a Marca Oriental, correspondente à atual Áustria.

## História
A marca foi criada a partir da vasta Marca de Gerão de Gerão, o Grande após sua morte em 965. Enquanto Gerão morreu sem descendência, seu território foi dividido com o estabelecimento da Marca do Norte entre os rios Elba e Oder, enquanto o restante território correspondente à Marca Oriental Saxã consistia nos territórios meridionais entre os rios Saale e Bóhr, a groso modo correspondentes ao moderno estado federal alemão da Saxônia. O imperador Otão I investiu Odo I com o título de marquês.
Ao mesmo tempo formaram-se a Marca de Meissen, a Marca de Merseburgo e a Marca de Zeitz na metade meridional da marca. Em 1002 o sucessor de Odo, Gerão II, perdeu a parte oriental da marca em favor de Boleslau I da Polónia. No entanto, o filho de Boleslau II da Polónia teve que devolver o território conquistado ao imperador Conrado II em 1031. 
Em 1046 Dedo I da Casa de Wettin herdou a marca. A seu filho e sucessor Henrique I foi-lhe concedida a Marca de Meissen pelo imperador Henrique IV em 1089. Ambas marcas permaneceram submissas à administração da Casa de Wettin e mais tarde se converteram ao núcleo do Eleitorado de Saxônia.
Depois que a Marca de Landsberga e a Marca da Lusácia foram segregadas do território, o resto foi unido com o Marca de Meissen em 1123. A última vez que marca e Lusácia aparecem separadas foi quando a primeira foi recebida por Henrique de Groitzsch em 1128 e a última foi reservada até 1131. Henrique, no entanto, não prevaleceu e em 1136 a marca foi devolvida a Conrado de Meissen. Durante as várias divisões dos territórios da Casa de Wettin, o território foi partido várias vezes, a maioria delas em favor dos ducados ernestinos.
O termo Osterlândia segue empregando-se hoje para descrever a região histórica que foi o centro da marca. Enquanto as fronteiras da marca mudaram frequentemente, em tempos modernos o termo costuma referir à região entre os rios Saale e Mulde.

## Lista de marqueses
- Odão I da Lusácia, 965-993
- Gerão II, 993-1015
- Tietmaro, 1015-1030
- Odão II, 1030-1046
- Boleslau I da Polónia, 1002-1025
- Miecislau II da Polónia, 1025-1031
- Dedão I, 1046-1075
- Dedão II, fl. 1069
- Henrique I, 1075-1103
- Henrique II, 1103-1123
- Vigberto, 1123-1124
- Alberto I de Brandemburgo, 1123-1128
- Henrique III, 1128-1135